# Science et Charité
Science et Charité (en espagnol : Ciencia y Caritas) est un tableau huile sur toile réalisé par le peintre espagnol Pablo Picasso en 1897 à Barcelone, une scène de genre qui représente un médecin et une religieuse au chevet d'un malade alité. Depuis un don de l'artiste en 1970, l'œuvre fait partie des collections du musée Picasso, à Barcelone.
Picasso peint ce tableau à l'occasion de l'Exposition Nationale des Bellas Artes. Son père figura pour peindre le docteur. La scène est évocatrice du décès de sa sœur Conchita en 1895,.
Science et Charité reste le dernier tableau de Picasso dans la pure tradition académique qu'il peint lorsqu'étudiant à l'École de la Llotja.
La toile est restaurée en 2017 et une radiographie de l'ouvrage est réalisée au passage.

## Prix
- 1897 : Mention honorable à l'Exposition Des Beaux-arts de Madrid[1]
- Médaille d'or à l'exposition de Malaga[1]